# 유한지 예서 기원첩
유한지 예서 기원첩(兪漢芝 隸書 綺園帖, 영어: Calligraphy by Yu Han-ji)은 19세기 전반의 전예 명필 기원 유한지(1760-1834)가 칠언ㆍ오언ㆍ사언대구를 다양한 예서풍으로 쓴 서첩이다. 경상남도 창원시 마산합포구 월영동, 경남대학교에 있다. 2010년 10월 25일 대한민국의 보물 제1682호로 지정되었다.

## 현지 안내문
『유한지 예서 기원첩(兪漢芝 隸書 綺園帖)』은 19세기 전반의 전예 명필 기원 유한지(1760-1834)가 칠언ㆍ오언ㆍ사언대구를 다양한 예서풍으로 쓴 것이다. 동한시대(東漢時代)의 예서비로 유명한 <예기비(禮器碑)>ㆍ<을영비(乙瑛碑)>ㆍ<사신비(史晨碑)>ㆍ<장천비(張遷碑)>ㆍ<조전비(曺全碑)>ㆍ<하승비(夏承碑)>의 다양한 필의가 보이고 있어 유한지가 한예(漢隸)의 대부분을 넓게 배웠음을 보여주는 수작(秀作)이다. 또 고문(古文) 풍으로 쓴 전서도 함께 실려 있다. 기년작은 아니지만 무르익은 필치를 느낄 수 있다.
특히 <예기비>를 비롯한 한예(漢隸)의 대부분을 섭렵했음을 보여주는 다양하고 기법적인 예서는 현존하는 유한지의 여러 필적 가운데 단연 최고라고 하겠다.

## 보물 지정 경위
유한지 예서 기원첩은 조선총독부 제3대 통감(統監)과 초대 총독(總督)을 지내고 일본의 내각총리대신(內閣總理大臣)을 역임한 데라우치 마사타케(寺內正毅, 1852～1919)가 한국 재임 중에 수집한 자료를 일본으로 가져가 세운 데라우치문고(寺內文庫, 현 야마구치현립대학 소장)로부터 돌려받은 조선시대 문헌 중 하나이다. 당시 돌아온 데라우치문고 가운데 《유한지예서기원첩》은 2010년에 보물 제1682호로 지정되었으며, 문고 전체가 경상남도유형문화재 제509호로 일괄 지정되었다.

## 참고 문헌
- 이 문서에는 다음커뮤니케이션(현 카카오)에서 GFDL 또는 CC-SA 라이선스로 배포한 글로벌 세계대백과사전의 내용을 기초로 작성된 글이 포함되어 있습니다.

## 같이 보기
- 데라우치 기증 고서화 일괄 - 경상남도 유형문화재 제509호
- 데라우치 마사타케

## 참고 자료
- 유한지 예서 기원첩 - 국가유산청 국가유산포털